# 布衣神相
《布衣神相》是溫瑞安所著的一部武俠小說。

## 簡介
包括八個故事：風雪廟（原名取暖）、死人手指、殺人的心跳、葉夢色、天威、賴藥兒（神相神醫）、刀巴記、翠羽眉。

## 系列
出版時分為六部：
（一）《殺人的心跳》
（二）《葉夢色》
（三）《天威》
（四）《賴藥兒》
（五）《落花劍影》（收錄死人手指、翠羽眉兩個故事）
（六）《刀巴記》（收錄取暖、刀巴記兩個故事）

## 主要人物
- 李布衣：外貌「葛衣長袍，一雙多情的眼，五綹長髯隨風微飄。」才學淵博、武功高強。成名絕技：貓蝶杖法
- 賴藥兒：「醫神醫」，成名絕技：懷袖收容
- 葉夢色：飛魚山莊三弟子。
- 沈絳紅：沈星南之女。
- 傅晚飛：沈星南之弟子。
- 宋晚燈：沈星南之大弟子，“四小飛魚”之首，在「黑白道」金印比武中代表白道的五位高手之一。

## 其他人物
- 嫣夜來
- 殲月蒼龍軒
- 葉楚甚
- 踏雪無痕白青衣
- 枯木道長
- 飛鳥大師
- 藏劍老人谷風晚
- 沈星南
- 雪魂珠米纖
- 銅鈴紅傘神捕鄒辭
- 岷山劍客項笑影
- 巴山天女茹小意
- 翠羽眉柳焚餘

## 改編成影視作品
- 1984年與黃鷹所著的《天蠶變》改編而拍成的香港邵氏電影《布衣神相》
- 1984年亞洲電視根據溫瑞安原著改編而拍成的劇集《神相李布衣》
- 2000年代香港無綫電視根據同名改編而拍成的劇集《布衣神相》